# Wetlugasaure
El wetlugasaure (Wetlugasaurus) és un gènere extint de temnospòndils que van viure a la fi del període Triàsic en el que avui és Rússia i Groenlàndia. Les primeres restes fòssils se'n van descobrir en els anys 1920 a sediments del riu Vetluga.

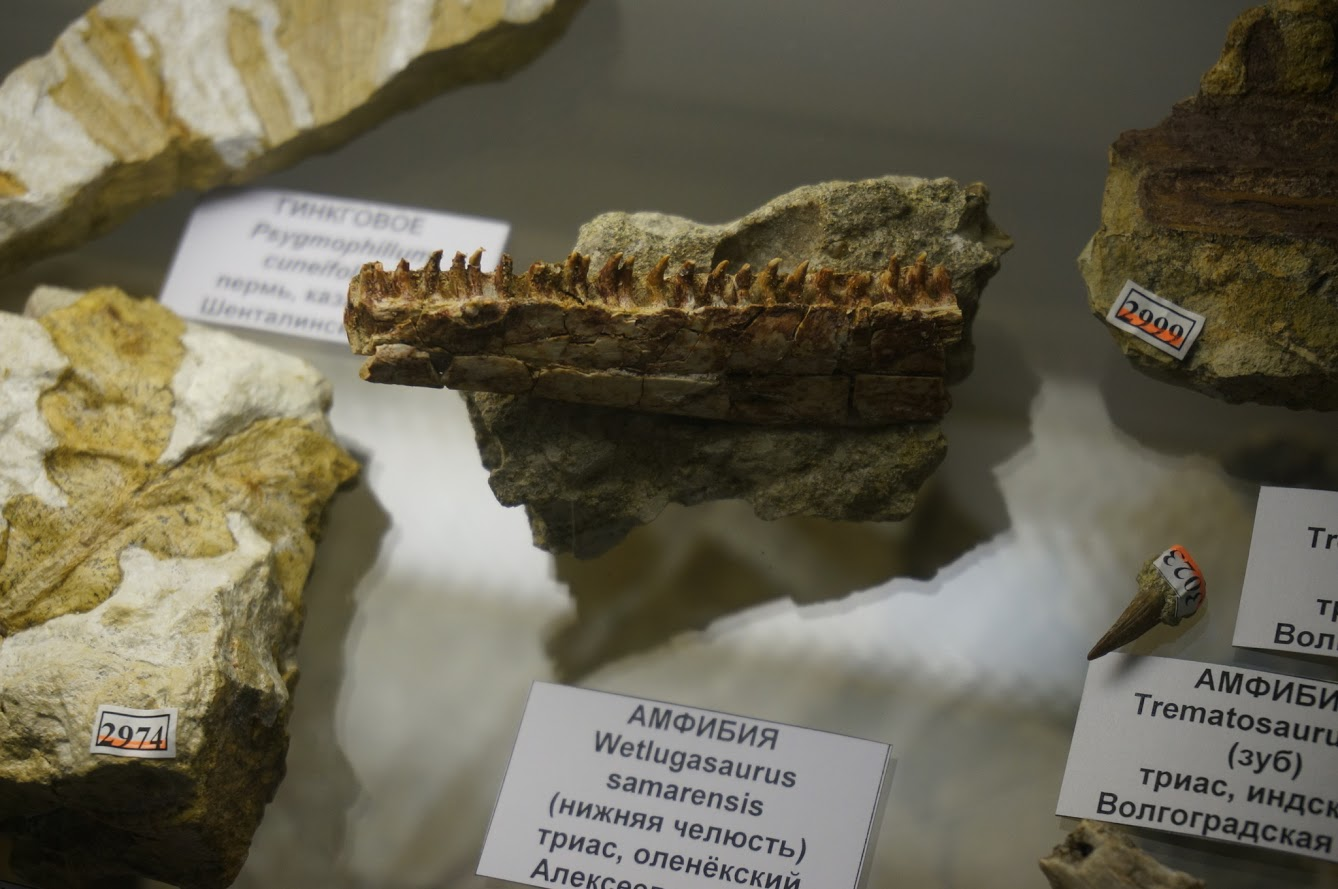
Wetlugasaurus samarensis